# Fiction Plane
I Fiction Plane sono un gruppo pop rock formatosi nel 1999, nel quale milita il cantante e bassista Joe Sumner (figlio di Sting, leader dei Police).

## Storia del gruppo
Nel 1999 inizia a formarsi il gruppo, chiamato inizialmente Santa's Boyfriend. Nel 2001 registrano il loro primo demo Swings and Roundabouts, con il quale iniziano a farsi conoscere in Gran Bretagna. Subito dopo cambiano il loro nome nell'attuale Fiction Plane. Nel 2003 registrano il loro primo album, Everything Will Never Be Ok. Con questo album iniziano a farsi conoscere meglio anche al di fuori dell'Inghilterra. Nel 2005 registrano il secondo album, Bitter Forces and Lame Race Horses. Si sono esibiti anche in Italia a Milano e Napoli nel giugno del 2006 con un discreto riscontro da parte del pubblico. Nel 2007 esce il terzo album, "Left side of the brain".
La presenza del figlio di Sting avrebbe potuto avvantaggiare la band, ma i Fiction Plane non hanno sfruttato questa opportunità.
Sumner ha imparato a suonare la chitarra all'età di 12 anni anche se a quel tempo la musica non gli interessava molto, ma la vera passione è scoppiata in lui verso l'età di 14 anni.
Ad oggi i Fiction Plane aprono i concerti del tour dei Police.

## Discografia
- Everything Will Never Be OK (MCA Records, 2003)
- Bitter Forces and Lame Race Horses (Universal Records, 2005)
- Left Side of the Brain (Bieler Bros Records, 2007) (#46 Billboard Heatseekers)
- Paradiso (XIII Bis Records, 2009)
- Sparks (Roadrunner Records, 2010)